# Giangiacomo Guelfi
Giangiacomo Guelfi (Roma, 21 de diciembre de 1924 – Bolzano, 8 de febrero de 2012) fue un barítono italiano, particularmente asociado con Verdi y Puccini.

## Biografía
Guelfi estudió derecho antes de estudiar canto en Florencia con el barítono Titta Ruffo y posteriormente en Milán con el barítono Mario Basiola. Hizo su debut teatral en Spoleto, como Rigoletto en 1950. Debutó en el Teatro de la Scala en 1952, a lo que le siguió Venecia, Florencia, Roma, Nápoles, Palermo, Catania y empezó a ser artista regular en la Arena di Verona. Fuera de Italia hizo actuaciones en Berlín, Lisboa, Londres, Buenos Aires, Río de Janeiro, Madrid y El Cairo. Hizo su debut en los Estados Unidos en 1954 en el Lyric Opera of Chicago, y en el Metropolitan Opera de Nueva York de 1970. Formó parte de la creación de trabajos contemporáneos como los de Lazzaro en La figlia di Jorio de Ildebrando Pizzetti (Nápoles, 1954). Guelfi se caracterizaba por su poderosa voz y es sobre todo conocido por sus representaciones de Verdi en óperas como Nabucco, I due Foscari, Attila, Macbeth, Il trovatore, I vespri siciliani, La forza del destino y Aida. También apareció en óperas verismo como Cavalleria rusticana, Andrea Chénier, Tosca y La fanciulla del West.
Intepretó el papel de Rance en La fanciulla del West en la grabación con Renata Tebaldi, dirigida por Arturo Basile, y en las grabaciones de la gira japonesa de Tosca en 1961.